# Тајрис Рајс
Тајрис Рајс (енгл. Tyrese Rice; Ричмонд, Вирџинија, 15. мај 1987) бивши је амерички кошаркаш. Играо је на позицији плејмејкера. Као натурализовани кошаркаш наступао је за репрезентацију Црне Горе.

## Биографија
Био је студент Бостон Колеџа на коме је кошарку играо за екипу Бостон Колеџ иглса у периоду од 2005. до 2009. године. У трећој години заслужио је место у првој постави идеалног тима своје конференције (АЦЦ), а у другој и четвртој је био биран у другу поставу. Учествовао је на НБА драфту 2009, али није изабран.
Своју прву сениорску сезону (2009/10.) одиграо је у грчком Паниониосу. Наредне је био играч немачких Артланд дрегонса, а сезона 2011/12. одвела га је у Лијетувос ритас. У сезони 2012/13. поново се нашао у Немачкој, али овога пута у редовима Бајерна из Минхена.
У јулу 2013. потписао је за Макаби Тел Авив. Скренуо је велику пажњу на себе након сјајне игре током Фајнал фора Евролиге у сезони 2013/14, на коме је његов тим постао првак Европе, а он најкориснији играч турнира. Са Макабијем је 2014. освојио и триплу круну, јер је евролигашкој титули додао и трофеје у израелском првенству и купу. Крајем јуна 2014. потписао је трогодишњи уговор са руским Химкијем. Након Химкија у Европи је наступао још за Барселону, Брозе Бамберг, Панатинаикос и атински АЕК.
Године 2013. постао је натурализовани репрезентативац Црне Горе и наступао је на Европским првенствима 2013. и 2017. године.

## Успеси

### Клупски
- Макаби Тел Авив:
  - Евролига (1): 2013/14.
  - Првенство Израела (1): 2013/14.
  - Куп Израела (1): 2014.
- Химки:
  - УЛЕБ Еврокуп (1): 2014/15.
- Брозе Бамберг:
  - Куп Немачке (1): 2019.

### Појединачни
- Најкориснији играч Фајнал фора Евролиге (1): 2013/14.
- Најкориснији играч Еврокупа (1): 2014/15.
- Најкориснији играч финала Еврокупа (1): 2014/15.
- Идеални тим Еврокупа – прва постава (1): 2014/15.
- Најкориснији играч ФИБА Лиге шампиона (1): 2018/19.
- Идеални тим ФИБА Лиге шампиона — прва постава (1): 2018/19.